# Piz Platta
Der Piz Platta ⓘ ist ein 3392 m ü. M. hoher Berg in den Oberhalbsteiner Alpen im Kanton Graubünden in der Schweiz und befindet sich südwestlich von Mulegns und nordöstlich von Avers. Es handelt sich um den Namensgeber der Piz Platta-Gruppe, der Platta-Alpen und der SAC-Sektion Piz Platta.
Der Führer für Skitouren schreibt: „Der Piz Platta ist mit Abstand der schönste Skiberg des Oberhalbsteins und vielleicht auch Graubündens [...]. Zur Aussicht allerersten Ranges kommen genussreiche Abfahrten, besonders nach Mulegns“. Der Piz Platta bietet dank seiner Dominanz, vor allem Richtung Westen, eine aussergewöhnliche Fernsicht bis in die Berner und Walliser Alpen (Schreckhorn, Lauteraarhorn, Mönch, Finsteraarhorn, Aletschhorn, Nadelhorn, Täschhorn, Alphubel, Dufourspitze oder dem 148,67 km entfernten Gd Gendarme beim Weisshorn). Der am weitesten entfernte sichtbare Punkt (44° 17′ 12″ N, 6° 58′ 54,2″ O) vom Piz Platta befindet sich jedoch in südwestlicher Richtung bei der Cima della Rocca Rossa (1959 m s.l.m.), 67 km nördlich von Nizza auf der Grenze zwischen dem italienischen Piemont und der französischen Region Provence-Alpes-Côte d’Azur und ist 317 km entfernt.

## Lage und Umgebung
Der Piz Platta ist Namensgeber und die höchste Erhebung der Piz Platta-Gruppe, einer Untergruppe der Oberhalbsteiner Alpen. Der Gipfel befindet sich auf Gemeindegebiet von Surses. Die Grenze zu Avers befindet sich 350 m südwestlich des Gipfels. Der Piz Platta wird im Norden durch die Val Gronda, im Nordosten durch die Val Faller, im Osten durch die Val Bercla und im Südwesten durch das Averstal eingefasst. Die Val Gronda, die Val Faller und die Val Bercla sind Nebentäler des Oberhalbsteins und das Averstals ist ein Nebental des Hinterrheins.
Zu den Nachbargipfeln gehören der Piz Forbesch, der Piz Scalotta, der Piz Surparé, das Tälihorn, der Inner-, der Mittler-, und der Usser-Wissberg sowie der Piz Cagniel.
Der Piz Platta besitzt im Nordwesten einen Gletscher sowie der Vadret da Piz Platta im Süden.
Talorte sind Mulegns im Oberhalbstein und Cresta im Averstal. Häufiger Ausgangspunkt ist Tga in der Val Faller, oberhalb von Mulegns.

## Routen zum Gipfel

### Sommerrouten

#### Durch die Südwestflanke
Übliche Route vom Averstal (mit Gletscherbegehung)
- Ausgangspunkt: Cresta (1959 m)
- Schwierigkeit: L
- Zeitaufwand: 4½ Stunden

#### Durch das Südcouloir

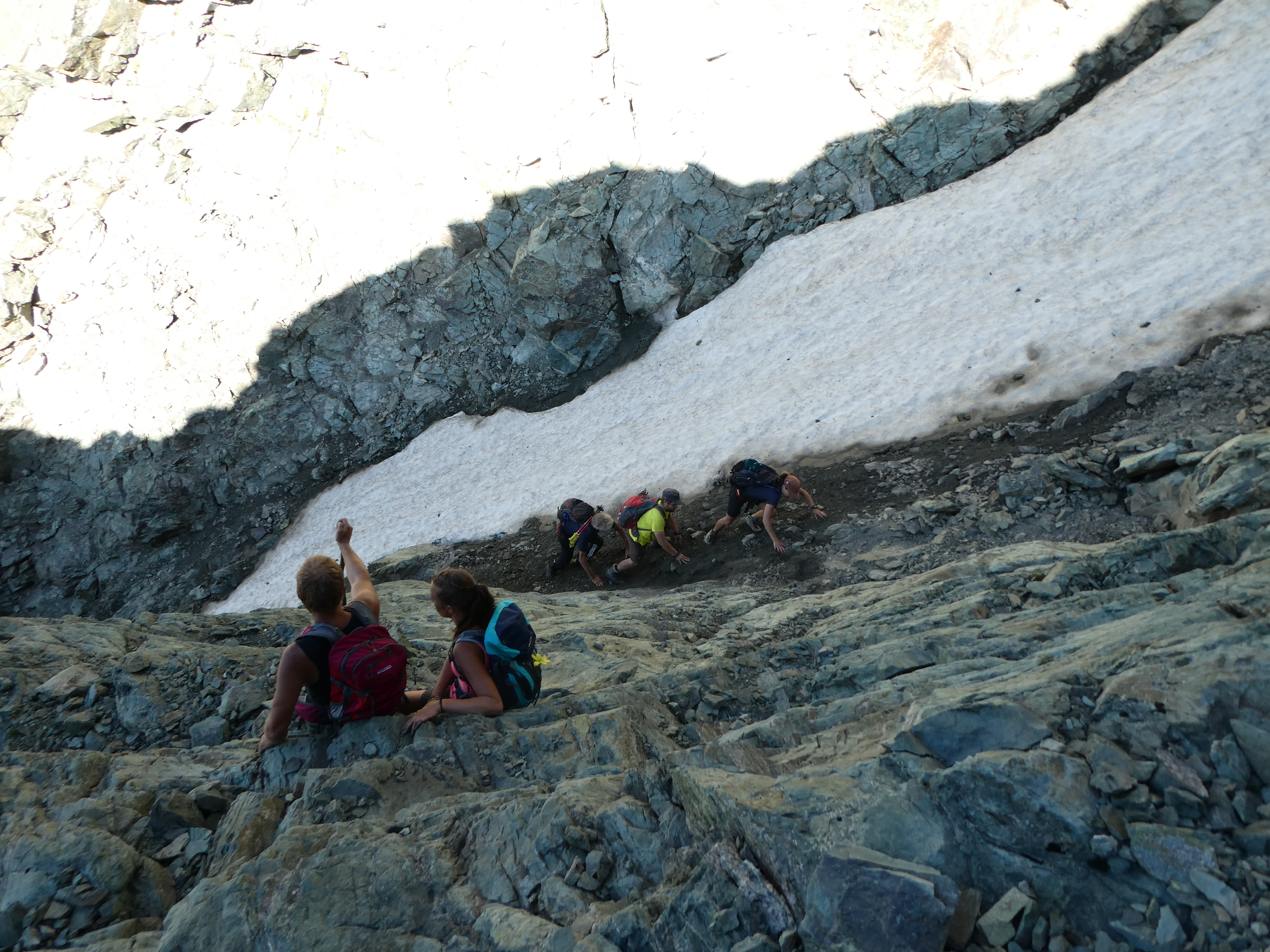
Bergsteiger im Südcouloir des Gipfelaufbaus.

- Ausgangspunkt: Cresta (1959 m)
- Schwierigkeit: L
- Zeitaufwand: 4½ Stunden

#### Durch das Schneecouloir der Nordwestwand und über den Südwestgrat
Die Route setzt günstige Schneeverhältnisse in der Rinne voraus. Herrschen schlechte Verhältnisse, so kommt Variante Über den ganzen Westgrat in Betracht.
- Ausgangspunkt: Mulegns (1481 m) oder Tga (1927 m)
- Schwierigkeit: ZS
- Zeitaufwand: 6¾ Stunden von Mulegns oder 5½ Stunden von Tga

#### Über den ganzen Westgrat
- Ausgangspunkt: Mulegns (1481 m) oder Tga (1927 m)
- Schwierigkeit: ZS
- Zeitaufwand: 7¼ Stunden von Mulegns oder 6 Stunden von Tga

#### Über den Nordgrat
Die gewaltige Nordwand sieht von weitem besser aus als sie in Wirklichkeit ist, denn ihr Fels ist teilweise trügerisch lose.
- Ausgangspunkt: Mulegns (1481 m) oder Tga (1927 m)
- Schwierigkeit: S
- Zeitaufwand: 9¼ Stunden von Mulegns oder 8 Stunden von Tga

#### Über den Nordostgrat
Kürzeste Route von Tga, bei günstigen Verhältnissen in der Nordwand empfehlenswert. Typischer Wildwechsel.
- Ausgangspunkt: Mulegns (1481 m) oder Tga (1927 m)
- Schwierigkeit: WS+
- Zeitaufwand: 5¾ Stunden von Mulegns oder 4½ Stunden von Tga

#### Über das obere Band der Nordwand
Die Route wurde in neuster Zeit nicht mehr begangen.
- Ausgangspunkt: Mulegns (1481 m) oder Tga (1927 m)
- Schwierigkeit: ZS (?)
- Zeitaufwand: 5¾ Stunden von Mulegns oder 4½ Stunden von Tga

#### Durch die Val Bercla
- Ausgangspunkt: Mulegns (1481 m) oder Tga (1927 m)
- Schwierigkeit: WS+
- Zeitaufwand: 6¼ Stunden von Mulegns oder 5 Stunden von Tga

#### Durch die Ostflanke
Route wird nicht mehr benutzt, denn das oberste Gletscherchen ist verschwunden
- Ausgangspunkt: Mulegns (1481 m) oder Tga (1927 m)
- Schwierigkeit: WS+
- Zeitaufwand: 6½ Stunden von Mulegns oder 5¼ Stunden von Tga

#### Über den Südostgrat
Von der Route wird mangels günstigen Schnees abgeraten.
- Ausgangspunkt: Mulegns (1481 m) oder Tga (1927 m)
- Schwierigkeit: WS (?)
- Zeitaufwand: 6½ Stunden von Mulegns oder 5¼ Stunden von Tga

#### Über den Vadret da Piz Platta
Übliche Route vom Oberhalbstein

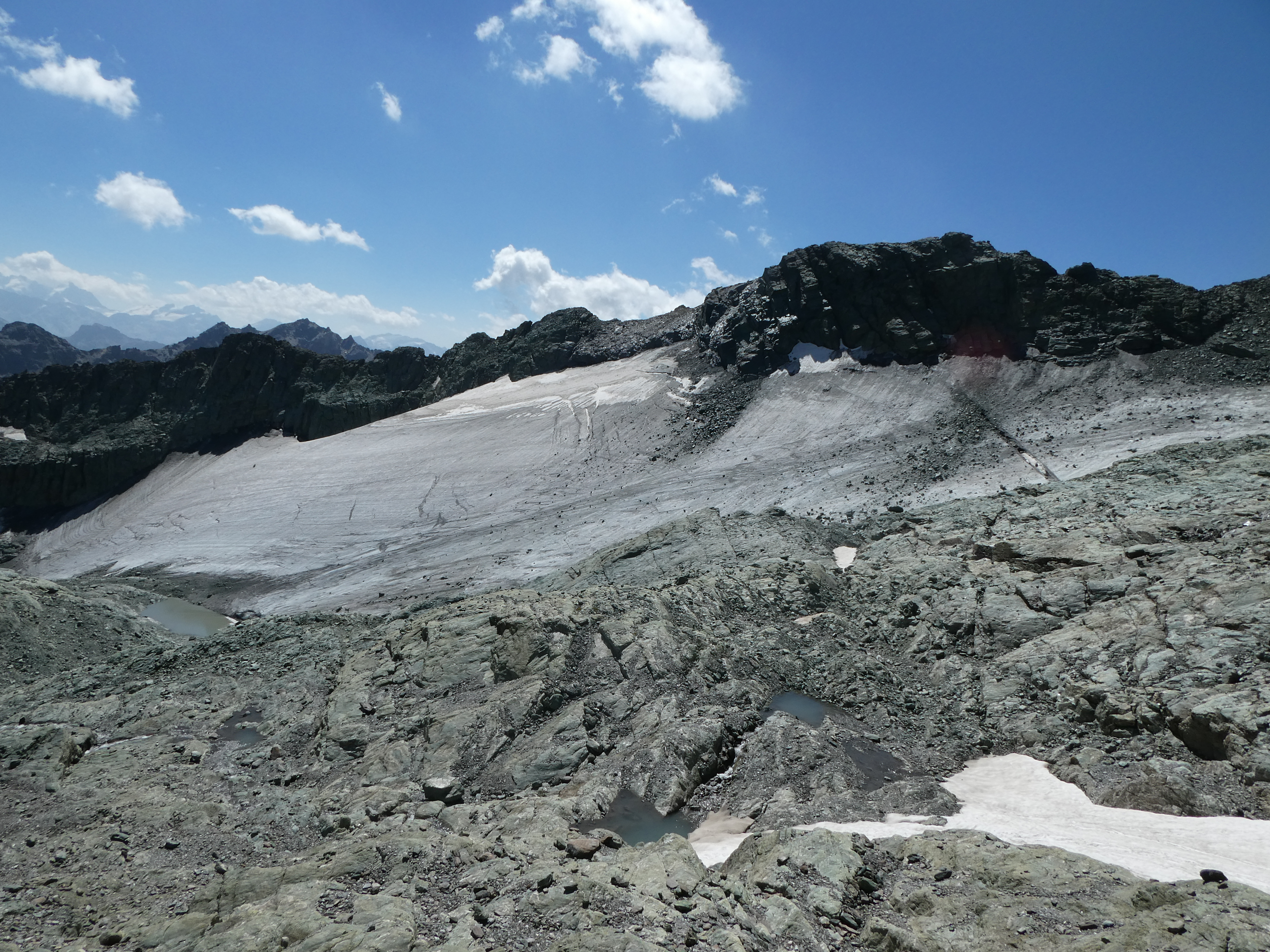
Der Vadret da Piz Platta im Jahr 2017.

Der Piz Platta mit dem Vadret da Piz Platta auf einem Luftbild von 1925.

- Ausgangspunkt: Mulegns (1481 m) oder Tga (1927 m)
- Schwierigkeit: L
- Zeitaufwand: 5¾ Stunden von Mulegns oder 4½ Stunden von Tga

### Winterrouten
Der Übergang von Avers nach Oberhalbstein ist besonders lohnend. Der Piz Platta darf nur bei sicheren Verhältnissen angegangen werden, zudem ist am Gipfelaufbau Alpinerfahrung notwendig (bis 45° auf 150 m).

#### Von Avers Cresta oder Pürt
- Ausgangspunkt: Cresta (1959 m) oder Pürt (1921 m)
- Expositionen: SW, W
- Schwierigkeit: S
- Zeitaufwand: 5 Stunden
- Bemerkung: Zu Fuss durch das 45° steile Couloir nördlich von P. 3140. Je nach Routenwahl Skidepot auf (3150 m) oder (3240 m).
- Abfahrt: Anstiegsroute oder nach Mulegns

#### Von Mulegns oder Tga
- Ausgangspunkt: Mulegns (1481 m) oder Tga (1927 m)
- Via: Val Bercla, Terrasse von Platta, Plattagletscher
- Expositionen: E, NW
- Schwierigkeit: ZS
- Zeitaufwand: 6½ Stunden von Mulegns oder 5 Stunden von Tga
- Bemerkungen: Je nach Routenwahl Skidepot auf (3150 m) oder (3240 m).
- Abfahrt: Anstiegsroute oder von Val Bercla über eine kleine Gegensteigung (240 m) nach Muttans (2440 m) und anschliessend zum Staudamm des Lai da Marmorera (1684 m) oder sogar bis nach Scalotta (1602 m). Alternativ kann von Muttans auch über die Alp Motta nach Stalveder (Bivio, 1710 m) hinuntergefahren werden, wird im Führer jedoch als „nicht lohnend“ angegeben.

## Galerie

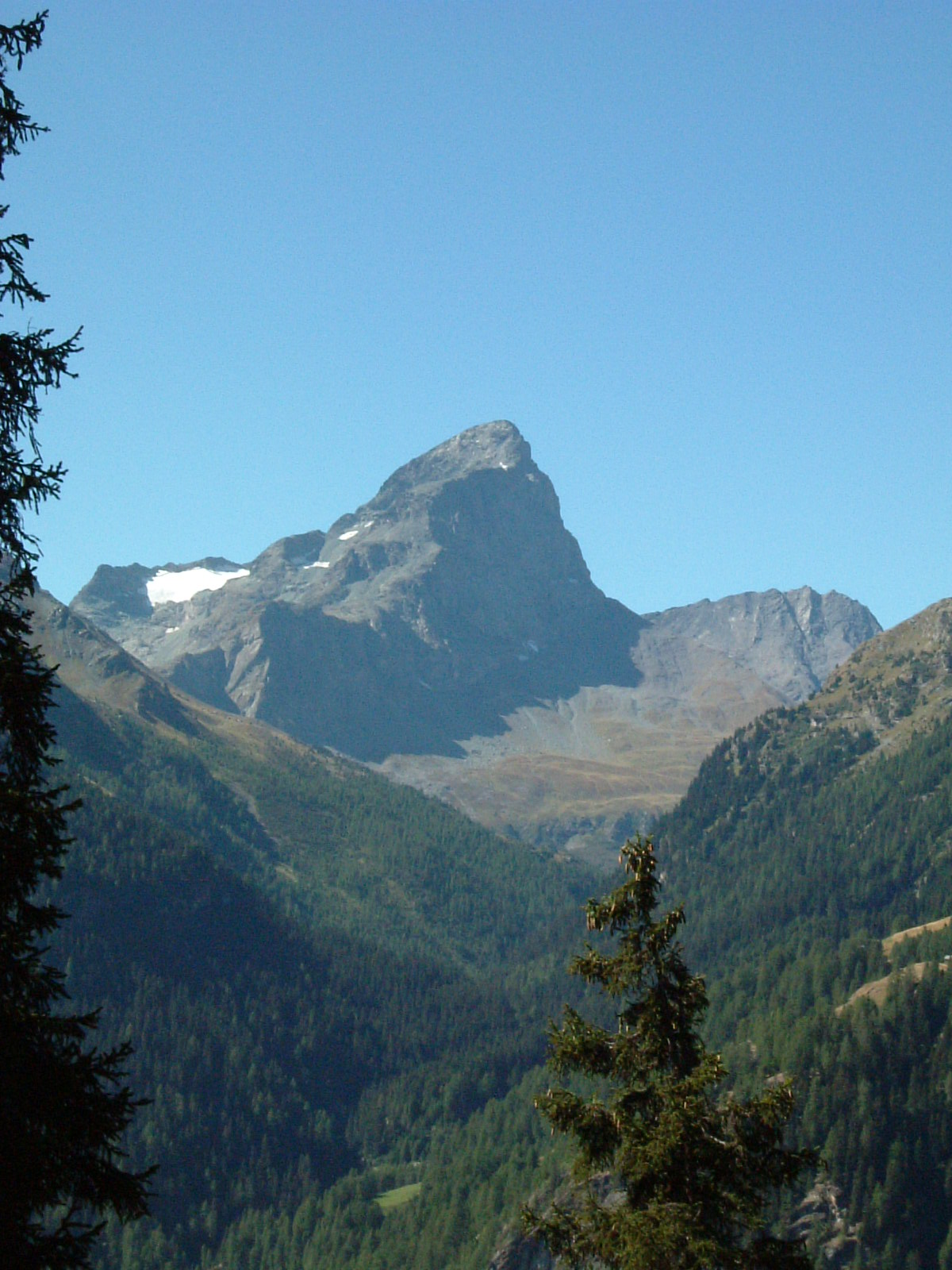
Piz Platta, aufgenommen vom Oberhalbstein.
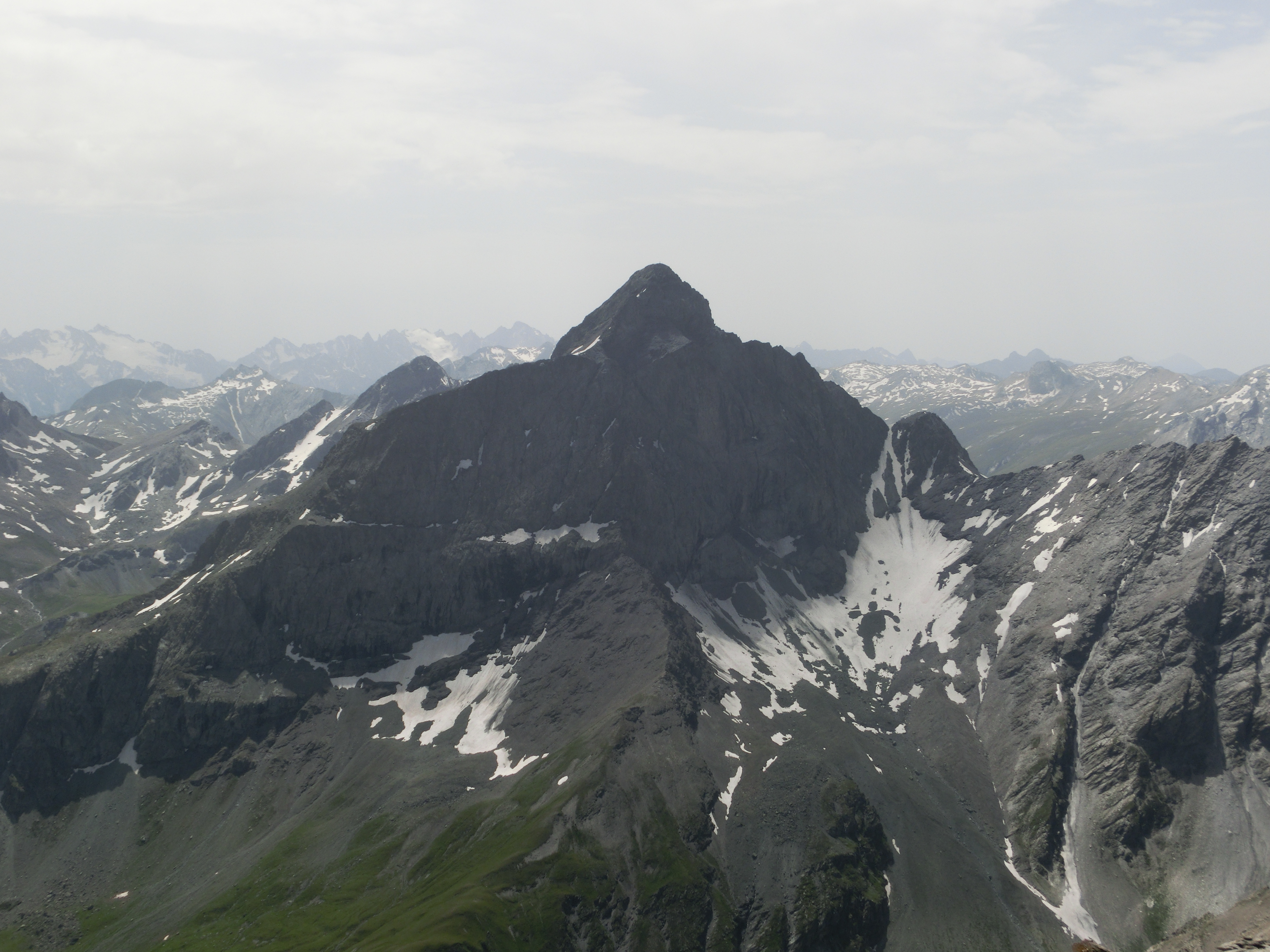
Piz Platta, aufgenommen vom Piz Forbesch.
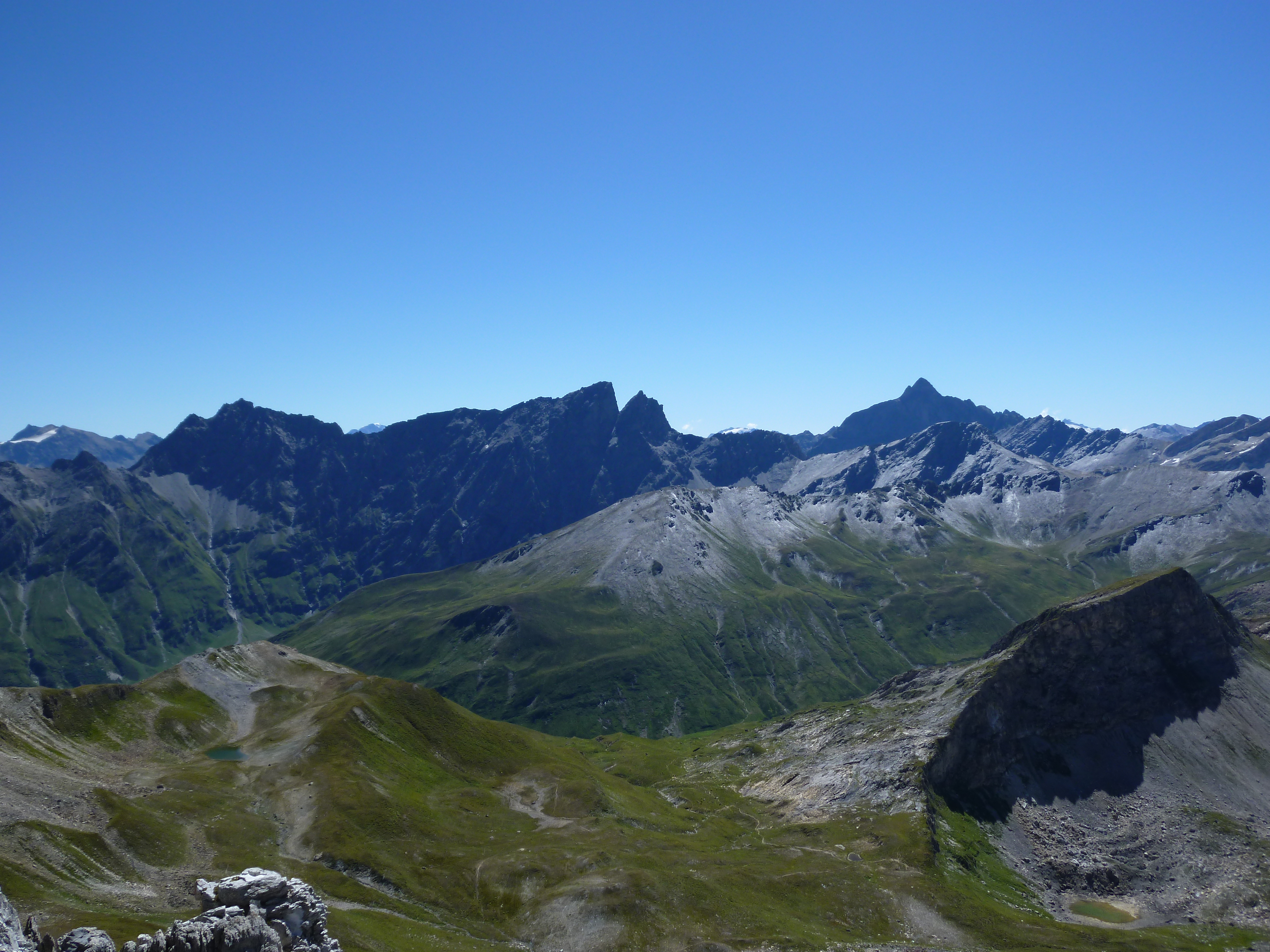
Piz Arblatsch, Piz Forbesch und Piz Platta (vlnr.), aufgenommen von Piz digl Gurschus.
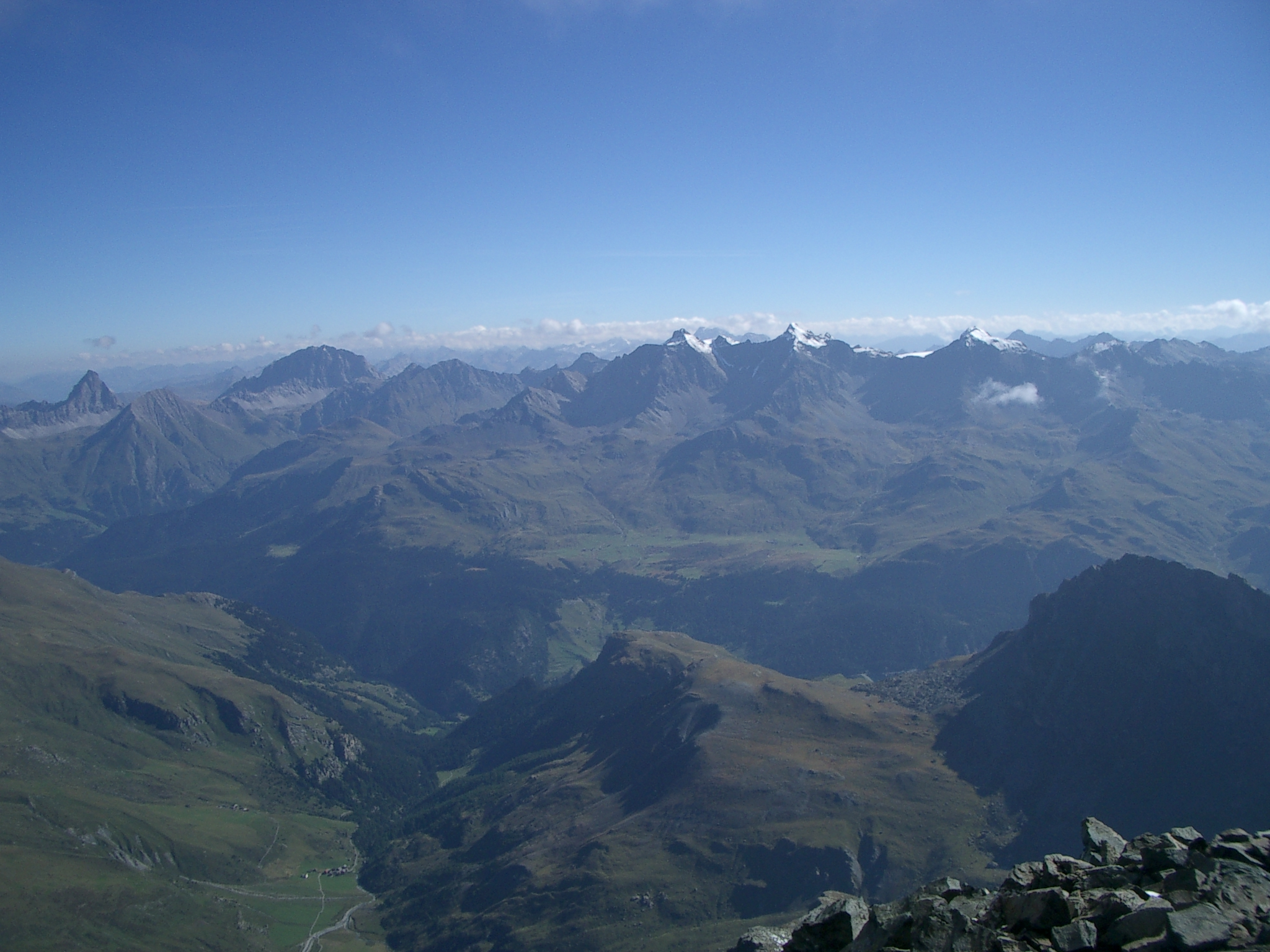
Blick Richtung Nordosten auf die Albula-Alpen.